# Chang Kai-chen
Dans ce nom chinois, le nom de famille, Chang, précède le nom personnel.
Pour les articles homonymes, voir Chang.
Chang Kai-chen - en chinois : 張凱貞 - (née le 13 janvier 1991 à Taoyuan) est une joueuse de tennis taïwanaise, professionnelle de 2007 à 2020.
Elle a remporté quatre tournois en double dames.

## Palmarès

### Titre en simple dames
Aucun

### Finale en simple dames
| No | Date       | Nom et lieu du tournoi    | Catégorie | Dotation  | Surface    | Vainqueure     | Score          |          |
| -- | ---------- | ------------------------- | --------- | --------- | ---------- | -------------- | -------------- | -------- |
| 1  | 08-10-2012 | Japan Women's Open, Osaka | Intern'l  | 220 000 $ | Dur (ext.) | Heather Watson | 7-5, 5-7, 7-64 | Parcours |

### Titres en double dames
| No | Date       | Nom et lieu du tournoi      | Catégorie | Dotation  | Surface    | Partenaire       | Finalistes                       | Score               |          |
| -- | ---------- | --------------------------- | --------- | --------- | ---------- | ---------------- | -------------------------------- | ------------------- | -------- |
| 1  | 11-10-2010 | Japan Women's Open Osaka    | Intern'l  | 220 000 $ | Dur (ext.) | Lilia Osterloh   | Shuko Aoyama Rika Fujiwara       | 6-0, 6-3            | Parcours |
| 2  | 27-02-2012 | Malaysian Open Kuala Lumpur | Intern'l  | 220 000 $ | Dur (ext.) | Chuang Chia-jung | Chan Hao-ching Rika Fujiwara     | 7-5, 6-4            | Parcours |
| 3  | 30-07-2012 | Citi Open Washington DC.    | Intern'l  | 220 000 $ | Dur (ext.) | Shuko Aoyama     | Irina Falconi Chanelle Scheepers | 7-5, 6-2            | Parcours |
| 4  | 25-02-2013 | Malaysian Open Kuala Lumpur | Intern'l  | 235 000 $ | Dur (ext.) | Shuko Aoyama     | Janette Husárová Zhang Shuai     | 6-74, 7-64, [14-12] | Parcours |

### Finale en double dames
Aucune

### Finales en simple en WTA 125
| No | Date       | Nom et lieu du tournoi         | Catégorie | Dotation  | Surface         | Vainqueure          | Score     |          |
| -- | ---------- | ------------------------------ | --------- | --------- | --------------- | ------------------- | --------- | -------- |
| 1  | 29-10-2012 | Taipei Ladies Open, Taipei     | WTA 125   | 125 000 $ | Moquette (int.) | Kristina Mladenovic | 6-4, 6-3  | Parcours |
| 2  | 27-07-2015 | Jiangxi Women's Open, Nanchang | WTA 125   | 125 000 $ | Dur (ext.)      | Jelena Janković     | 6-3, 7-66 | Parcours |
| 3  | 14-11-2016 | Taipei Challenger, Taipei      | WTA 125   | 125 000 $ | Moquette (int.) | Evgeniya Rodina     | 6-4, 6-3  | Parcours |

### Titre en double en WTA 125
| No | Date       | Nom et lieu du tournoi        | Catégorie | Dotation  | Surface    | Partenaire   | Finalistes               | Score            |          |
| -- | ---------- | ----------------------------- | --------- | --------- | ---------- | ------------ | ------------------------ | ---------------- | -------- |
| 1  | 27-07-2015 | Jiangxi Women's Open Nanchang | WTA 125   | 125 000 $ | Dur (ext.) | Zheng Saisai | Chan Chin-wei Wang Yafan | 6-3, 4-6, [10-3] | Parcours |

### Finales en double en WTA 125
| No | Date       | Nom et lieu du tournoi    | Catégorie | Dotation  | Surface         | Vainqueures                            | Partenaire       | Score            |          |
| -- | ---------- | ------------------------- | --------- | --------- | --------------- | -------------------------------------- | ---------------- | ---------------- | -------- |
| 1  | 29-10-2012 | Taipei Ladies Open Taipei | WTA 125   | 125 000 $ | Moquette (int.) | Chan Hao-ching Kristina Mladenovic     | Olga Govortsova  | 5-7, 6-2, [10-8] | Parcours |
| 2  | 03-11-2014 | Taipei Ladies Open Taipei | WTA 125   | 125 000 $ | Moquette (int.) | Chan Hao-ching Chan Yung-jan           | Chuang Chia-jung | 6-4, 6-3         | Parcours |
| 3  | 14-11-2016 | Taipei Challenger Taipei  | WTA 125   | 125 000 $ | Moquette (int.) | Natela Dzalamidze Veronika Kudermetova | Chuang Chia-jung | 4-6, 6-3, [10-5] | Parcours |

## Parcours en Grand Chelem

### En simple dames
| Année | Open d'Australie                                    | Open d'Australie                                   | Internationaux de France                                 | Internationaux de France                          | Wimbledon       | Wimbledon          | US Open                                                | US Open              |
| ----- | --------------------------------------------------- | -------------------------------------------------- | -------------------------------------------------------- | ------------------------------------------------- | --------------- | ------------------ | ------------------------------------------------------ | -------------------- |
| 2009  | —                                                   | —                                                  | —                                                        | —                                                 | —               | —                  | 2e tour (1/32)                                         | Magdaléna Rybáriková |
| 2010  | 1er tour (1/64)                                     | Iveta Benešová                                     | 1er tour (1/64)                                          | Ana Ivanović                                      | 2e tour (1/32)  | Caroline Wozniacki | 2e tour (1/32)                                         | Caroline Wozniacki   |
| 2011  | 1er tour (1/64)                                     | Bojana Jovanovski                                  | Q2 \|\| style="text-align:left" \| Silvia Soler Espinosa | 1er tour (1/64)                                   | Marina Erakovic | —                  | —                                                      |                      |
| 2012  | 2e tour (1/32)                                      | Jelena Janković                                    | 1er tour (1/64)                                          | Irena Pavlovic                                    | 1er tour (1/64) | Andrea Hlaváčková  | —                                                      | —                    |
| 2013  | 1er tour (1/64)                                     | Samantha Stosur                                    | Q1 \|\| style="text-align:left" \| Julia Glushko         | —                                                 | —               | —                  | —                                                      |                      |
|       |                                                     |                                                    |                                                          |                                                   |                 |                    |                                                        |                      |
| 2015  | 2e tour (1/32)                                      | Barbora Strýcová                                   | —                                                        | —                                                 | —               | —                  | Q1 \|\| style="text-align:left" \| Ysaline Bonaventure |                      |
| 2016  | Q2 \|\| style="text-align:left" \| Ivana Jorović    | Q1 \|\| style="text-align:left" \| Lu Jiajing      | Q3 \|\| style="text-align:left" \| Amra Sadiković        | Q1 \|\| style="text-align:left" \| Lucie Hradecká |                 |                    |                                                        |                      |
| 2017  | Q2 \|\| style="text-align:left" \| Sabina Sharipova | Q2 \|\| style="text-align:left" \| Quirine Lemoine | 1er tour (1/64)                                          | Wang Qiang                                        | —               | —                  |                                                        |                      |

À droite du résultat, l’ultime adversaire.

### En double dames
| Année | Open d'Australie          | Open d'Australie           | Internationaux de France      | Internationaux de France   | Wimbledon                    | Wimbledon                     | US Open                     | US Open                   |
| ----- | ------------------------- | -------------------------- | ----------------------------- | -------------------------- | ---------------------------- | ----------------------------- | --------------------------- | ------------------------- |
| 2010  | —                         | —                          | 1er tour (1/32) M. Rybáriková | M. Kirilenko A. Radwańska  | 2e tour (1/16) Ayumi Morita  | Julia Görges Ágnes Szávay     | 1er tour (1/32) Raquel Kops | M. Kirilenko A. Radwańska |
| 2011  | —                         | —                          | 1er tour (1/32) C. Scheepers  | Květa Peschke K. Srebotnik | 1er tour (1/32) Jill Craybas | Ana Ivanović A. Petkovic      | —                           | —                         |
| 2012  | —                         | —                          | —                             | —                          | —                            | —                             | —                           | —                         |
| 2013  | 1er tour (1/32) Yan Zi    | D. Cibulková Ksenia Pervak | 1er tour (1/32) Shuko Aoyama  | Misaki Doi Y. Shvedova     | —                            | —                             | —                           | —                         |
| 2014  | —                         | —                          | —                             | —                          | —                            | —                             | —                           | —                         |
| 2015  | —                         | —                          | —                             | —                          | —                            | —                             | —                           | —                         |
| 2016  | —                         | —                          | —                             | —                          | —                            | —                             | —                           | —                         |
| 2017  | —                         | —                          | —                             | —                          | 2e tour (1/16) S. Stephens   | A.-L. Grönefeld Květa Peschke | —                           | —                         |
| 2019  | 1er tour (1/32) Hsu Ch-w. | K. Christian A. Muhammad   | —                             | —                          | —                            | —                             |                             |                           |

N.B. : le nom du ou de la partenaire se trouve sous le résultat ; le nom des ultimes adversaires se trouve à droite.

### En double mixte
| Année | Open d'Australie       | Open d'Australie          | Internationaux de France | Internationaux de France | Wimbledon | Wimbledon | US Open | US Open |
| 2015  | 2e tour (1/8) Zhang Ze | Hsieh Su-wei Pablo Cuevas | -                        | -                        | -         | -         | -       | -       |

sous le résultat, le partenaire ; à droite, l’ultime équipe adverse

## Parcours en «Premier Mandatory» et «Premier 5»
Découlant d'une réforme du circuit WTA inaugurée en 2009, les tournois WTA « Premier Mandatory » et « Premier 5 » constituent les catégories d'épreuves les plus prestigieuses, après les quatre levées du Grand Chelem.

### En simple dames
| Année |              | Premier Mandatory | Premier Mandatory | Premier Mandatory | Premier Mandatory |       | Premier 5 | Premier 5                | Premier 5  | Premier 5 | Premier 5 | Premier 5 | Premier 5                   |
| Année | Indian Wells | Miami             | Madrid            | Pékin             |                   | Dubaï | Rome      | Canada                   | Cincinnati |           | Tokyo     |           |                             |
| Année | Indian Wells | Miami             | Madrid            | Pékin             |                   | Doha  | Rome      | Canada                   | Cincinnati |           | Wuhan     |           |                             |
| Année | Indian Wells | Miami             | Madrid            | Pékin             |                   |       | Rome      | Canada                   | Cincinnati |           |           |           |                             |
| 2009  |              |                   |                   |                   |                   |       |           |                          |            |           |           |           | 3e tour (1/8) I. Benešová   |
| 2010  |              |                   |                   |                   |                   |       |           |                          |            |           |           |           | 1er tour (1/32) L. Šafářová |
| 2017  |              |                   |                   |                   |                   |       |           | 1er tour (1/32) N. Osaka |            |           |           |           |                             |

Sous le résultat, l’ultime adversaire.

## Parcours en Fed Cup
| #                                                             | Date       | Lieu   | Surface    | Gagnante(s)        | Perdante(s)    | Score    |          |
|                                                               |            |        |            |                    |                |          |          |
| 2017 - 1er tour (groupe mondial II) - Russie - Taïwan : 4 - 1 |            |        |            |                    |                |          |          |
| 1                                                             | 11/02/2017 | Moscou | Dur (int.) | Chang Kai-chen     | Anna Blinkova  | 6-3, 7-5 | Parcours |
| 1                                                             | 11/02/2017 | Moscou | Dur (int.) | Ekaterina Makarova | Chang Kai-chen | 6-4, 7-5 | Parcours |

## Classements WTA en fin de saison
| Année          | 2006 | 2007 | 2008 | 2009 | 2010 | 2011 | 2012 | 2013 | 2014 | 2015 | 2016 | 2017 | 2018 | 2019 | 2020 | 2021 |
| Rang en simple | 1440 | 523  | 232  | 92   | 119  | 142  | 89   | 593  | 462  | 129  | 151  | 163  | 434  | 595  | 749  | 991  |
| Rang en double | 834  | 638  | 217  | 138  | 99   | 165  | 77   | 157  | -    | 133  | 324  | 89   | 283  | 332  | 530  | 768  |

source : (en) Classements de Chang Kai-chen sur le site officiel de la Fédération internationale de tennis